# Leonhard Urban
Leonhard Urban (* 28. Mai 1942) ist ein ehemaliger deutscher Fußballspieler. 1962 spielte er für den SC Turbine Erfurt in der DDR-Oberliga, der höchsten Spielklasse im DDR-Fußball.

## Sportliche Laufbahn
Im thüringischen Orlishausen begann Leonhard Urban mit sechs Jahren organisiert Fußball zu spielen. Als er eine Lehre begann, schloss er sich der Betriebssportgemeinschaft (BSG) Motor Eisenach an. Mit der BSG schaffte er 1962 den Aufstieg in die zweitklassige DDR-Liga. Zur Saison 1962/63 wurde er zum Fußballschwerpunkt der Region, dem Oberligisten SC Turbine Erfurt delegiert. Dort bestritt er die ersten beiden Oberligapunktspiele als Linksaußenstürmer, verlor diese Position aber an Gerhard Heidner. Danach versuchte es Trainer Wolfgang Seifert mit Urban am 8. und 9. Spieltag als Rechtsaußen, setzte ihn danach aber nicht mehr in der Oberliga ein. Nach der Winterpause kehrte Urban wieder zu Motor Eisenach zurück, wo er bis zum Saisonende noch elf DDR-Liga-Spiele bestritt. 1963/64 spielte er sich in die Stammelf der Eisenacher und bestritt 27 der 30 Punktspiele. Bis 1968 behielt er seinen Stammplatz und verpasste in diesen vier Spielzeiten bei 120 ausgetragenen DDR-Liga-Spielen lediglich acht Partien. 1967 und 1968 wurde er mit zwölf bzw. elf Treffern Torschützenkönig der Eisenacher. In der Saison 1968/69 absolvierte er in der Hinrunde elf der 15 Ligapunktspiele und wechselte danach zum DDR-Ligisten BSG Wismut Gera, wo er weitere 13 Punktspiele absolvierte. Auch in Gera wurde Urban zum Stammspieler und behauptete seinen Platz bis 1973. In weiteren vier Spielzeiten kam er in 83 Ligabegegnungen (von 104) zum Einsatz und wurde noch dreimal Geraer Torschützenkönig. Nachdem er 1973/74 nur noch acht Punktspiele bestritten hatte, beendete er nach der Hinrunde zunächst seine Laufbahn im höherklassigen Fußball. Nach einem kurzen Zwischenspiel bei der Bezirksligamannschaft vom FC Carl Zeiss Jena III wurde er zur Saison 1975/76 Spielertrainer beim Bezirksligisten SG Dynamo Gera. In seiner zweiten Saison bei der SG Dynamo führte er die Mannschaft in die DDR-Liga. Er stellte sich selbst in allen 22 Punktspielen auf und schoss mit sechs Toren wieder die meisten Tore. Nachdem Dynamo Gera nach einem Jahr wieder in die Bezirksliga zurückkehren musste, war Urbans Zeit im DDR-weiten Fußball abgelaufen. In diesem Bereich war er zwischen 1962 und 1978 auf vier Oberligaeinsätze (ohne Tore) und 287 DDR-Liga-Spiele mit 88 Toren gekommen. Er betätigte sich noch im Geraer Jugendfußball und arbeitete auch im Trainingszentrum der SG Dynamo mit.